# دامین اودانل
دامین اُدانل (انگلیسی: Damien O'Donnell؛ زادهٔ ۱۹۶۷؛ دوبلین)؛ کارگردان، و فیلم‌نامه‌نویس اهل ایرلند است.
از آثار وی می‌توان به فیلم شرق شرق است بر اساس نمایشنامه‌ای به همین نام اثر ایوب‌خان دین نویسندهٔ انگلیسی پاکستانی‌تبار در سال ۱۹۹۹ میلادی اشاره کرد.